# スキルガイラ
スキルガイラ（Skirgaila, 1353/4年 - 1397年1月）は、1386年から1392年まで兄であるリトアニア大公ヨガイラの摂政であった。リトアニア大公アルギルダスとユリアナ・トヴェリスカヤの息子である。イヴァンという名でも知られている。1383/4年に「カジミェシュ」という名で洗礼を受けた。

## 伝記
1377年にアルギルダスが死んだ後にヨガイラはリトアニア大公になった。ヨガイラとその叔父であるケーストゥティス及び従兄弟のヴィータウタスの間で噴出した王朝の争いはスキルガイラによって鼓舞されたと信じられている。ドヴィジスク条約の論議よりも調度1年前の1379年にスキルガイラがドイツ騎士団の許に赴いたのは知られている。内戦中にスキルガイラはヨガイラを助け、ケーストゥティスとヴィータウタスをクレヴァ城に幽閉する主要な役割を果たした。何人かの歴史家はケーストゥティスの幽閉から1週間後の死はスキルガイラによる暗殺と推測している。その報酬としてスキルガイラはトラカイ公を授与された。
ヨガイラがクレヴォの合同に向けて準備している時にスキルガイラは積極的に交渉加わり、ポーランドとの外交使節の先頭に立った。交渉は成功してヨガイラはポーランド女王ヤドヴィガと結婚して1386年にポーランド王に即位した。ヨガイラはスキルガイラをリトアニアの摂政にした。しかしながらスキルガイラは貴族の間では人気がなく、ヴィーウタウタスはこれを好機とみて挙兵した。1389年に新たな内戦が始まったが、ヴィーウタスはヴィリニュスの攻撃に失敗してドイツ騎士団に助けを求めた。1392年にヨガイラとヴィーウタウタスはオストロフの和平に調印して、ヴィーウタウタスはリトアニア大公国の摂政になった。トラカイ公はヴィータウタスの財産に戻った。
スキルガイラには補償としてヴォルィーニとキエフが与えられた。スキルガイラの死の状況は全く分かっていない。正教会の記録では毒殺されたと噂されている。スキルガイラはキエフ・ペチェルスキイ修道院に埋葬された。